# Diecezja Ensenada
Diecezja Ensenada (łac. Dioecesis Sinuensis) – diecezja Kościoła rzymskokatolickiego w Meksyku, sufragania archidiecezji Tijuana. 

## Historia
27 stycznia 2007 roku papież Benedykt XVI konstytucją apostolską Venerabiles Fratres erygował diecezję Ensenada. Dotychczas wierni z tych terenów należeli do archidiecezji Tijuana oraz diecezji Mexicali.

## Ordynariusze
- Sigifredo Noriega Barceló (2007-2012)
- Rafael Valdéz Torres (od 2013 roku)